# Michel Kokoreff
Michel Kokoreff, né le 11 avril 1959, est un sociologue français, professeur à l'université Paris 8 Vincennes-Saint-Denis.
Spécialiste de la banlieue, de l'usage et du trafic des drogues et des formes de militantisme dans les quartiers populaires, il s'intéresse à la sociologie urbaine, la sociologie de la déviance, mais aussi à l'analyse des politiques publiques et des mutations sociales.

## Biographie
Il dirige la composante Genre, travail, mobilités (GTM) du CRESPPA.
Depuis 2013, il est membre du conseil scientifique du LIA (Laboratoire international associé sino-français de l'INSHS/CNRS).
Il fut coanimateur du Réseau thématique no 9 « Sociologie de l'urbain et des territoires » de l'Association française de sociologie de 2004 à 2011, membre du comité de rédaction de la revue Déviance et société de 2002 à 2007 et également membre du comité de rédaction de la revue se réclamant de gauche Mouvements de 2004 à 2009.
Il a régulièrement contribué à la revue La Vie des idées,, éditée par le groupe de réflexion La République des idées.
Il soutient et participe au travail de l'association Rezus (Réseau d'énergie des zones urbaines sensibles) qui défend l'idée que les habitants des quartiers populaires ne sont ni entendus, ni représentés politiquement et qui cherche à faire entendre leur voix. Bien que n'habitant pas en banlieue mais à Paris, il se veut néanmoins un observateur attentif, depuis son premier livre (2000) de la vie sociale dans les quartiers à travers des enquêtes sur différents terrains.
Il participe aux journées et aux ateliers de la Fédération addiction et défend l'idée que la drogue est la seule marchandise où l'on disjoint l'offre et la demande. Il questionne également le statut social de l’usager qui donne à penser que le choix d’exister socialement lui a été refusé « par la loi ».
Son livre intitulé Refaire la cité, coécrit avec Didier Lapeyronnie en 2013 a été remarqué par la presse,. Partant de l'observation du « faible impact des politiques publiques sur la vie collective », l'ouvrage préconise au gouvernement socialiste en place trois mesures immédiates pour refonder les rapports entre l’État et les populations des banlieues : « interdire le contrôle au faciès, accorder le droit de vote aux étrangers et dépénaliser le cannabis ». Il est remarqué en particulier par le ministre délégué à la Ville, François Lamy,,, qui a repris dans ses discours l’essentiel du diagnostic et des propositions des auteurs (à l’exception de celle relative à la loi de 1970 sur les drogues).
Il est régulièrement invité en tant qu'expert dans les medias (radio, TV, journaux) comme Rue89, C dans l'air, France 5, BFM TV, France Inter, France Culture, Télérama, La Croix, L'Obs,,, Libération, L'Humanité, etc.

## Distinction
Chevalier de la Légion d'honneur (2013).

### Ouvrages
- Spectre de l'ultra-gauche, l'État, les révolutions et nous, Paris, L’Œil d’or, collection "essais & entretiens", 2022.
- La diagonale de la rage. Histoire de la contestation sociale en France des années 1970 à nos jours, Paris, éditions divergences, 2021
- Violences policières, généalogie d'une violence d’État, Paris, Éditions Textuel, collection "Petite encyclopédie critique", 2020.
- Refaire la cité (avec Didier Lapeyronnie), Paris, Éditions du Seuil, collection “La République des idées”, 2013.
- Une France en mutation. Globalisation, classes sociales, individus (avec Jacques Rodriguez), Petite Bibliothèque Payot, 2012.
- La drogue est-elle un problème ? Usages, trafics et politiques publiques, Paris, Petite Bibliothèque Payot, 2010.
- Sociologie des émeutes, Paris, Payot, 2008.
- La force des quartiers : De la délinquance à l'engagement politique, Payot, 2003.
- Les mondes de la drogue (avec Dominique Duprez), Éditions Odile Jacob, 2000.

### Articles (sélection)
- Faire de la politique dans les quartiers pauvres. Enquête ethnographique sur les élections cantonales de 2011, Nouvelle Revue de psychosociologie n°12, Erès, décembre 2011, p. 99-112.
- L’invisibilité politique des minorités. Effets de domination ou stratégie infrapolitique ? in Esther Benbassa (dir.), Les minorités visibles en politique, Paris, Ed du CNRS, 2011, p. 85-108.
- Ghettos et marginalité urbaine. Lecture croisée de Didier Lapeyronnie et Loïc Wacquant, Revue française de sociologie, 3/2009, p. 553-572.